# Fountain Place
El Fountain Place es un rascacielos de 63 plantas situado en el 1445 Ross Avenue en Dallas, Texas, Estados Unidos. Con una altura de 219 metros, es el quinto rascacielos más grande de Dallas. El edificio fue completado en 1986 por la firma de I.M. Pei & Partners. Diseñado como un gran multifacético prisma, sus lados inclinados dan la ventaja de tener un perfil completamente diferente dependiendo del ángulo de visión. El edificio toma su nombre de las numerosas fuentes que se encuentran a sus pies, las cuales fueron diseñadas por WET Design.
Originalmente, se iban a construir torres gemelas, pero debido al colapso de la masa de petróleo de Texas, el banco y los bienes raíces en la década de 1980, la segunda torre nunca fue construida.